# Diocesi di Terme
La diocesi di Terme (in latino Dioecesis Thermensis) è una sede soppressa del patriarcato di Costantinopoli e sede titolare della Chiesa cattolica.

## Storia
Terme, nota nelle fonti bizantine come Basilika Therma, identificabile con Sarıkaya (già Terzili Hammam), nel distretto omonimo, in Turchia, è un'antica sede episcopale della provincia romana della Cappadocia Prima nella diocesi civile del Ponto. Faceva parte del patriarcato di Costantinopoli ed era suffraganea dell'arcidiocesi di Cesarea.
La diocesi è documentata nelle Notitiae episcopatuum del patriarcato fino al XII secolo.
Sono sette i vescovi noti di questa antica sede episcopale. Un vescovo anonimo è menzionato all'epoca di san Basilio Magno. Firmino partecipò al concilio di Calcedonia nel 451 e Fotino al sinodo convocato a Costantinopoli dal patriarca Gennadio I nel 459 e ne sottoscrisse la lettera sinodale contro i simoniaci. Musonio fu condannato all'esilio nel 518 dall'imperatore Giustino I, perché simpatizzante del partito severiano monofisita. Teodoro fu presente al concilio ecumenico del 680 e al concilio in Trullo del 692. Giorgio infine fu tra i padri del secondo concilio di Nicea nel 787. Infine Costantino prese parte alla riunione sinodale di Costantinopoli del 1032.
Dal XVIII secolo Terme è annoverata tra le sedi vescovili titolari della Chiesa cattolica; la sede è vacante dal 24 giugno 1968.

## Cronotassi

### Vescovi greci
- Anonimo † (menzionato nel 374 circa)
- Firmino † (menzionato nel 451)
- Fotino † (menzionato nel 459)
  - Musonio † (? - 518 deposto) (vescovo monofisita)
- Teodoro † (prima del 680 - dopo il 692)
- Giorgio † (menzionato nel 787)[5]
- Costantino † (menzionato nel 1032)

### Vescovi titolari
- Antonio Prado Sandoval y Rojas † (13 giugno 1714 - ?)
- Joseph Albert de Gaston de Pollier † (20 marzo 1780 - ?)
- Francesco Vanni, C.R. † (24 luglio 1786 - 30 marzo 1789 nominato vescovo di Cefalù)
- Valentin Philipp Anton Schmidt † (29 marzo 1790 - 13 settembre 1805 deceduto)
- Ján Baptist Richolosky † (11 gennaio 1808 - ? deceduto)
- Zanobi Maria da Firenze, O.F.M.Cap. † (29 agosto 1820 - 23 giugno 1824 deceduto)
- Samuel Eccleston, P.S.S. † (11 marzo 1834 - 19 ottobre 1834 succeduto arcivescovo di Baltimora)
- Francesco Maccarone † (12 marzo 1877 - 19 marzo 1879 succeduto vescovo di Boiano)
- Gaetano Ratta † (15 maggio 1879 - 19 marzo 1885 deceduto)
- Luigi Maria Canestrari † (15 gennaio 1886 - 11 settembre 1901 deceduto)
- Michele Lucibello † (9 giugno 1902 - 25 novembre 1911 deceduto)
- Joseph-Marie-François-Xavier Métreau † (15 gennaio 1912 - 6 agosto 1913 nominato vescovo di Tulle)
- José Calixto Gregorio Romero y Juárez † (18 febbraio 1914 - 29 ottobre 1914 nominato vescovo di Salta)
- Luigi Capotosti † (22 gennaio 1915 - 21 giugno 1926 nominato cardinale presbitero di San Pietro in Vincoli)
- Eduardo Parente † (4 agosto 1926 - 25 settembre 1935 deceduto)
- Angelo Giuseppe Jelmini † (16 dicembre 1935 - 24 giugno 1968 deceduto)